# Heilige Allianz

Karte Europas im Jahr 1815. Mitglieder der Heiligen Allianz:
ab 1818:

Der Ausdruck Heilige Allianz (russ.: Священный союз, Swjaschtschennyj sojuz, frz.: La Sainte-Alliance) bezeichnet das Bündnis, das die drei Monarchen Russlands, Österreichs und Preußens nach dem endgültigen Sieg über Napoléon Bonaparte am 26. September 1815 in Paris abschlossen. Frankreich trat der Allianz 1818 bei.

## Gründung
Bereits im Jahre 1814 bat Robert Stewart um regelmäßige Treffen der Pentarchiemächte, was zusammen mit der Anregung des Zaren Alexanders I., der bereits 1804 erste Vorstöße in London unternommen hatte, zur Gründung der Heiligen Allianz führte. Alexander I. war es auch, der den Vertrag entwarf. Das Bündnis kam zustande, obwohl alle drei Monarchen unterschiedlichen christlichen Konfessionen angehörten: Der russische Zar war orthodox, Kaiser Franz I. von Österreich römisch-katholisch und König Friedrich Wilhelm III. von Preußen evangelisch. Ihr traten nach und nach fast alle europäischen Monarchen bei, mit Ausnahme des Königs von Großbritannien und des Papstes.
Gründungserklärung der Heiligen Allianz vom 26. September 1815

„Im Namen der heiligen und unteilbaren Dreieinigkeit! Ihre Majestäten, der Kaiser von Österreich, der König von Preußen und der Zar von Russland haben infolge der großen Ereignisse, die Europa in den letzten drei Jahren erfüllt haben, und besonders der Wohltaten, die die göttliche Vorsehung über die Staaten ausgegossen hat, deren Regierungen ihr Vertrauen und ihre Hoffnungen auf sie allein gesetzt haben, die innere Überzeugung gewonnen, dass es notwendig ist, ihre gegenseitigen Beziehungen auf die erhabenen Wahrheiten zu begründen, die die unvergängliche Religion des göttlichen Erlösers lehrt. Sie erklären daher feierlich, dass die gegenwärtige Vereinbarung lediglich den Zweck hat, vor aller Welt ihren unerschütterlichen Entschluss zu bekunden, als die Richtschnur ihres Verhaltens in der inneren Verwaltung ihrer Staaten sowohl als durch in den politischen Beziehungen zu jeder anderen Regierung alleine die Gebote der Gerechtigkeit, der Liebe und des Friedens, die, weit entfernt, nur auf das Privatleben anwendbar zu sein, erst recht die Entschließung der Fürsten direkt beeinflussen und alle ihre Schritte lenken sollen, damit sie so den menschlichen Einrichtungen Dauer verleihen und ihren Unvollkommenheiten abhelfen.“

Kerngedanke der Heiligen Allianz war die Sicherung eines „Ewigen Friedens“ durch konsequente Selbstverpflichtung aller europäischen Monarchen auf die Grundsätze der christlichen Nächstenliebe. Die Fürsten hatten an einen großen Fürstenbund gedacht, in dem die Grundsätze des Christentums als höchstes Gesetz des Völkerlebens gelten sollten. Sowohl in der Regierung ihrer Staaten als auch in ihrer Innen- und Außenpolitik erklärten sich die drei Monarchen bereit, sich an christliche Prinzipien zu halten. Am Ende der Urkunde, die von allen Monarchen unterzeichnet wurde, findet man zudem eine Bitte an alle christlichen Fürsten Europas, dass sie der Heiligen Allianz beitreten sollen.
Der Aufforderung, der Allianz beizutreten, folgten alle Staaten des Kontinents bis auf den Kirchenstaat, der das überkonfessionelle Engagement ablehnte, das Osmanische Reich (diesem blieb wegen der christlichen Ausrichtung der Allianz der Beitritt verwehrt) und Großbritannien: Zwar erklärte der Prinzregent, Georg IV., persönlich seine Zustimmung und trat in seiner Eigenschaft als König von Hannover auch bei, Großbritannien blieb jedoch fern, weil die Allianz nur ein Bekenntnis zu abstrakten Grundsätzen, aber keine realen Verpflichtungen enthalte. Sie wurde unter Führung Metternichs zum Werkzeug der reaktionären Mächte gegen die nationalen und liberalen Strömungen der Bevölkerung.
Die spätere Wirksamkeit des Bundes auf das äußere und innere Staatsleben während der sogenannten Restaurationsepoche bestand allerdings darin, dass durch eine gemeinsame Kongress- und Interventionspolitik nicht nur die Revolution, sondern auch die Ausbildung freiheitlicher Institutionen verhindert wurde. Diese Unterdrückungspolitik ging aber weniger von Russland als von dem österreichischen Minister Metternich aus. Eine vollkommene Lockerung geschah durch Ereignisse wie die griechischen Unruhen.
Die Heilige Allianz begann in den 1820ern auf Grund von Differenzen zwischen den europäischen Herrschern über den Freiheitskampf Griechenlands und Belgiens zu zerbrechen. Gleichwohl blieb das solidarisierende Element der Fürstenhäuser bis zum Ersten Weltkrieg erhalten.

## Bündnisinhalt und Organisation
Die Unterzeichner des Bündnisses bekannten sich zum Gottesgnadentum der Herrscher und bezeichneten die christliche Religion als Fundament der herrschenden politischen Ordnung. Sie verpflichteten sich zu gegenseitigem Beistand zum Schutz dieser Ordnung gegen alle bürgerlichen und nationalstaatlichen Umwälzungen. Dem Vertrag traten in den folgenden Jahren fast alle europäischen Monarchen bei.
Als Vollzugsorgan diente der Heiligen Allianz die am 20. November 1815 zwischen Russland, Großbritannien, Österreich und Preußen geschlossene Quadrupelallianz, die unter anderem regelmäßige Zusammenkünfte der Vertragsmächte vorsah und durch Aufnahme Frankreichs in Folge des Kongress von Aachen am 15. November 1818 zur Pentarchie erweitert wurde. Der Papst jedoch blieb der festen Überzeugung, dass die Heilige Allianz nur ein Versuch des Zaren sei, die verschiedenen Völker theokratisch zu führen.

## Interventionen gegen bürgerliche und nationale Bestrebungen
Auf dem Aachener Kongress 1818 beriet die Heilige Allianz Unterdrückungsmaßnahmen gegen die bürgerlich-nationale Opposition im Deutschen Bund (siehe Karlsbader Beschlüsse). Auf den Monarchenkongressen in Troppau und Laibach wurden militärische Interventionen gegen die bürgerlichen Umwälzungen in Italien und die indirekte Unterstützung der Türkei gegen den nationalen Befreiungskampf der Griechen beschlossen. Der letzte Kongress der Heiligen Allianz, der Veroneser Kongress 1822, beauftragte Frankreich mit der Niederschlagung der bürgerlichen Revolution in Spanien.

## Neuorganisation nach der Julirevolution
Mit der Julirevolution von 1830 in Frankreich verlor die Heilige Allianz ihren gesamteuropäischen Charakter und Einfluss. Im Herbst 1833 reaktivierten Russland, Österreich und Preußen in der Konferenz von Münchengrätz die Heilige Allianz und bildeten von nun an jenen Mächteblock, der gerne als „reaktionär“ bezeichnet wird – eine Bezeichnung, die schon insofern unrichtig ist, als die Interessen dieser Staaten nur partiell gleich waren und dieses „Lager“ daher keineswegs einheitlich auftrat.

## Niedergang und Auflösung
Nachdem die Heilige Allianz nach der Niederwerfung der Revolutionen von 1848/49 in den 50er Jahren des 19. Jahrhunderts eine Neuauflage erlebt hatte, brach sie im Krimkrieg endgültig auseinander. Österreich, das erst 1849 beim Aufstand der Ungarn mit Hilfe Russlands vor dem möglich scheinenden Zerfall gerettet worden war, hatte am 3. Juni 1854 Russland aufgefordert, sich aus den Donaufürstentümern zurückzuziehen und diese nach dem russischen Abzug selbst besetzt. Die Beziehungen zwischen Österreich und Russland wurden deshalb zerrüttet. Österreichs Beziehungen zu Preußen wurden ebenfalls angespannter. Daneben lief es Gefahr, von Großbritannien und Frankreich unter Napoléon III. isoliert zu werden. Langfristig veränderte sich somit die seit dem Wiener Kongress relativ stabil scheinende (von den vielen inneren Unruhen in den jeweiligen Staaten abgesehen) europäische Mächtekonstellation nachhaltig zu Ungunsten Österreichs.

## Rezeption
Karl Marx und Friedrich Engels betrachteten die Auflösung der Heiligen Allianz durch den gemeinsamen Kampf der revolutionären Völker als die entscheidende Voraussetzung für die Durchsetzung der bürgerlichen Demokratie in Europa.
Der Autor Felix Dassel betrachtete 1946, im Rückblick auf zwei Weltkriege, die Heilige Allianz gegenüber den kommenden Gefahren der europäischen Entwicklung als scharfsichtiger Diagnostiker. Gleichzeitig könne sich die Geschichtsschreibung der Einsicht nicht verschließen, dass die Allianz mehr intellektuell erkennend als vorbeugend handelnd befähigt war. Kommende Katastrophen habe man vorausgesehen, versuchte diese aber mit unwirksamen Mitteln zu verhüten.